# فيروز بك ميخائيل أوغلي
فيروز بك ميخائيل أوغلي هو سياسي عثماني شغل منصب والي سنجق البوسنة في الدولة العثمانية.

## مناصبه
تولى المناصب التالية:
- والي سنجق البوسنة (1495م–1496م).
- سنجق بك إشقودرة (1496م–1502م).
- والي سنجق البوسنة (1504م–1512م).